# ژاک دریدا
ژاک دِریدا (به فرانسوی: Jacques Derrida) (زاده ۱۵ ژوئیه ۱۹۳۰ – درگذشته ۸ اکتبر ۲۰۰۴) فیلسوف الجزایری‌تبار فرانسوی که به خاطر کار روی نوعی نشانه‌شناسی مبتنی بر فلسفهٔ واسازی به شهرت رسید. او در این زمینه متن‌های بسیاری را تحلیل کرد و آنها را در چهارچوب پدیدارشناسی روح گسترش داد. نظریات وی بر فلسفه پسامدرن و نقد ادبی معاصر تأثیر فراوانی گذاشت.

## زندگی
ژاک دریدا در ۱۵ ژوئیه ۱۹۳۰ در ابیار (الجزایر عاصمه) نزدیک الجزایر و در خانواده‌ای یهودی به دنیا آمد. او یک بار ازدواج کرد و یک زندگی خانوادگی را تا آخر عمر حفظ کرد. دریدا سومین فرزند از پنج فرزند بود. برادر بزرگتر او، پل موز، در کمتر از سه ماهگی، یک سال قبل از تولد دریدا، درگذشت، و این باعث شد که وی در طول زندگی خود به نقش خود به عنوان جایگزینی برای برادر متوفی خود فکر کند. دریدا دوران جوانی خود را در الجزیره و در الابیار گذراند.
در اولین روز از سال تحصیلی ۱۹۴۲، مدیران فرانسوی در الجزایر - اجرای سهمیه‌های ضد یهودگرایی تعیین‌شده توسط دولت ویشی - دریدا را از کرسی خود اخراج کردند. او به مدت یک سال مخفیانه از مدرسه صرف نظر کرد تا اینکه در دبیرستان یهودیان که توسط معلمان و دانش‌آموزان آواره تشکیل شده بود، شرکت کند و همچنین در مسابقات فوتبال متعددی شرکت کند (آرزو داشت که به یک بازیکن حرفه ای تبدیل شود). دریدا در این دوره نوجوانی، در آثار فیلسوفان و نویسندگان (مانند روسو، نیچه و ژید) ابزاری برای شورش علیه خانواده و جامعه یافت. خواندن وی همچنین شامل کامو و سارتر بود.

## اندیشه
ژاک دریدا با جنبشی معروف به واسازی پیوندی تنگاتنگ دارد. هدف اصلی او در واقع خنثی کردن چیزی است که خودش آن را عقل‌مداری [کلام محوری/ لوگوس محوری] (logocentrism) (یا حاکمیت عقل) خوانده است. دریدا این باور ساختارگرایان را که معنا در ذات متن است، رد می‌کند. او نمی‌پذیرد که واژگان حامل و بارور معنایند بلکه بر آن است که واژگان تنها به واژگان دیگر اشاره دارند. معنا وابسته به داننده است و نه متن، و زمانی بروز می‌یابد که مفسر با متن به گفتگو درآید. پس دلایلی بنیادی که بتوان بدان‌ها تکیه کرد وجود ندارد. دریدا فرد را وامی‌دارد تا از اندیشه واقعیت متعالی دست بشوید و به جای آن روی متن متمرکز شود، طوری‌که متن خود به گونه مستقیم با شخص از در سخن درآید. وان هوزر (vanhoozer) ارج و وزن چنین نظری را ارزیابی کرده و می‌گوید: «دریدا به توانایی عقل در دست‌یابی به یک استنتاج کلی، یعنی توضیح جهان از منظر واقعیت، شک دارد. دریدا یک خنثاگر و یک ضدساختار است و پیوند میان زبان و واقعیت را رد می‌کند، یعنی چیزی که مورد اعتقاد فلسفه غرب است و از نگاه این فلسفه توان آشکار کردن حقیقت را دارد».
وی که از عرصهٔ پدیدارشناسی (فلسفه) به ساختارگرایی و واسازی نزدیک شد با دیدگاه‌هایش دربارهٔ زبان، دانش و معنا و، به‌ویژه، ماهیت متن، مورد توجه ارتباط‌شناسان قرار گرفت. او شاگرد نهضت ساختارگرایی و اندیشه‌های پساساختارگرایی میشل فوکو بود و با نقدی که بیشتر از جنبه نشانه‌شناسی بر این اندیشه وارد کرد مورد توجه محافل نقد ادبی و جامعه پست مدرن دانشگاهی آمریکا قرار گرفت. دریدا در آثارش فاصله بین فلسفه و ادبیات را کاهش داد و به عنوان یک منتقد ادبی قدرتمند هم شناخته شد.
مشهورترین اصطلاح دریدا Déconstruction است که آن را در فارسی به واسازی، شالوده‌شکنی، بن‌فکنی و ساخت‌گشایی ترجمه کرده‌اند. البته واژه ساختار در این اصطلاح نباید با اصطلاح فلسفی ساختار به معنی Structure در عبارت‌های ساختارگرایی و پساساختارگرایی یکسان تصور شود. Déconstruction در زبان‌های دیگر، به دلیل هم‌خانوادگی زبان‌های هند و اروپایی، معمولاً ترجمه نشده است و گاه با همان املای فرانسوی به کار می‌رود که دریدا آن را به مفهوم از نو بنا نهادن (ویران کردن و در عین حال ساختن) به کار برده است. دریدا در نامه به دوست ژاپنی خود پروفسور ایزوتسو دربارهٔ ترجمهٔ Déconstruction به ژاپنی توضیح می‌دهد. باید در نظر داشت که دریدا می‌گوید Déconstruction نه یک کلمه است و نه یک مفهوم؛ بنابراین، در مورد استفادهٔ آن باید بسیار دقت کرد.

## درگذشت
وی در ۸ اکتبر ۲۰۰۴ در بیمارستانی در پاریس درگذشت. در هنگام مرگ، دریدا موافقت کرده بود که برای تابستان به عنوان دارنده استادی گادامر به هایدلبرگ برود، که دعوت خود را فیلسوف هرمنوتیک قبل از مرگ ابراز داشت. پیتر هوملهوف، رئیس آن زمان در هایدلبرگ، جایگاه دریدا را چنین خلاصه می‌کرد: "فراتر از مرزهای فلسفه به عنوان یک رشته دانشگاهی، وی نه تنها برای علوم انسانی، بلکه برای برداشت فرهنگی از یک عصر کلی شخصیت برجسته فکری بود.

## آثار
- سرچشمهٔ هندسهٔ هوسِرل، درآمد و ترجمه (۱۳۴۱) ∗
- گفتار و پدیده‌ها (۱۳۴۶) ∗
- نوشتار و تفاوت (۱۳۴۶) ∗
- گراماتولوژی (۱۳۴۶)، ترجمهٔ مهدی پارسا، نشر شوند، ۱۳۹۶∗
- بذرافشانی (۱۳۵۱) ∗ (با نام بارآوری نیز ترجمه شده است)
- حاشیه‌ها؛ دربارهٔ فلسفه (۱۳۵۱) ∗
- مواضع (۱۳۵۱) ∗
- آوای غم (۱۳۵۳) ∗ (ترجمه به فارسی از بابک احمدی)
- مهمیزها؛ شیوه‌های نیچه (۱۳۵۷) ∗
- کارت پستال، از سقراط تا فروید و فراتر (۱۳۵۹) ∗
- فلاسفه و کلام، مصاحبه با روزنامه لوموند (۱۳۶۳) ∗
- اطراف (۱۳۶۵) ∗ (با نام ساحل‌ها نیز ترجمه شده است)
- دربارهٔ روح، هایدگر و پرسش (۱۳۶۶) ∗
- نفس، ابداع‌های دیگری (۱۳۶۶) ∗
- خاطراتی، برای پُل دمان (۱۳۶۷) ∗
- مسئلهٔ پیدایش در پدیدارشناسی هوسِرل (۱۳۶۹) ∗
- مسیر دیگر (۱۳۷۰) ∗
- اشباح مارکس، دولت و دِین، سوگواری و بین‌الملل جدید (۱۳۷۲) ∗
- سیاست دوستی (۱۳۷۳) ∗
- پرسش‌انگیزی‌ها (۱۳۷۵) ∗
- ایمان و دانش، در پی آن: زمانه و بخشش (۱۳۷۵) ∗
- دین (ژاک دریدا و جیانی واتیمو) (۱۳۷۵) ∗
- دربارهٔ مهمان‌نوازی (۱۳۷۶) ∗
- خداحافظ اِمانوئل لِویناس (۱۳۷۶) ∗
- قول، لحظه‌های فلسفی (۱۳۷۸) ∗
- فردا، چه خواهد…؛ گفتگو با الیزابت رودینِسکو (۱۳۸۰) ∗
- مارکس و پسران (۱۳۸۱) ∗
- اشرار، دو رساله دربارهٔ عقل (۱۳۸۲) ∗
- «مفهوم» ۱۱ سپتامبر (دریدا و یورگن هابرماس) (۱۳۸۳) ∗
- واقعیت در نقاشی (۱۹۷۸) ∗
- بلاغت دارو